# ISCSI

Diagrama esquemàtic d'iSCSI

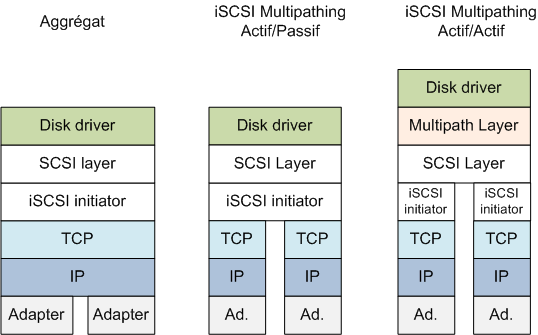
Comparació entre el multipath iSCSI agregat, actiu/passiu i actiu/actiu

Interfície de sistemes informàtics petits d'Internet o iSCSI (/aɪˈskʌzi/ eye-SKUZ-ee) és un estàndard de xarxa d'emmagatzematge basat en protocol d'Internet per enllaçar instal·lacions d'emmagatzematge de dades. iSCSI proporciona accés a nivell de bloc als dispositius d'emmagatzematge transportant ordres SCSI a través d'una xarxa TCP/IP. iSCSI facilita la transferència de dades a través d'intranets i per gestionar l'emmagatzematge a llargues distàncies. Es pot utilitzar per transmetre dades a través de xarxes d'àrea local (LAN), xarxes d'àrea àmplia (WAN) o Internet i pot permetre l'emmagatzematge i la recuperació de dades independents de la ubicació.
El protocol permet als clients (anomenats iniciadors) enviar ordres SCSI (CDB) a dispositius d'emmagatzematge (destinacions) en servidors remots. És un protocol de xarxa d'àrea d'emmagatzematge (SAN) que permet a les organitzacions consolidar l'emmagatzematge en matrius d'emmagatzematge alhora que ofereix als clients (com ara bases de dades i servidors web) la il·lusió de discs SCSI connectats localment. Principalment competeix amb Fibre Channel, però a diferència del Fibre Channel tradicional que sol requerir un cablejat dedicat, iSCSI es pot executar a llargues distàncies utilitzant la infraestructura de xarxa existent. iSCSI va ser pioner per IBM i Cisco el 1998 i es va presentar com a esborrany d'estàndard el març de 2000.

## Conceptes
En essència, iSCSI permet que dos amfitrions negociin i després intercanviïn ordres SCSI mitjançant xarxes de protocol d'Internet (IP). En fer això, iSCSI agafa un popular bus d'emmagatzematge local d'alt rendiment i l'emula en una àmplia gamma de xarxes, creant una xarxa d'àrea d'emmagatzematge (SAN). A diferència d'alguns protocols SAN, iSCSI no requereix cap cablejat dedicat; es pot executar sobre la infraestructura IP existent. Com a resultat, sovint es considera iSCSI com una alternativa de baix cost a Fibre Channel, que requereix una infraestructura dedicada excepte en la seva forma FCoE (Fibre Channel over Ethernet). Tanmateix, el rendiment d'un desplegament SAN iSCSI es pot degradar molt si no s'utilitza en una xarxa o subxarxa dedicada (LAN o VLAN), a causa de la competència per una quantitat fixa d'amplada de banda.

### Iniciador
Un iniciador funciona com un client iSCSI. Normalment, un iniciador té el mateix propòsit per a un ordinador que un adaptador de bus SCSI, excepte que, en lloc de cablejar físicament dispositius SCSI (com discs durs i canviadors de cintes), un iniciador iSCSI envia ordres SCSI a través d'una xarxa IP. Un iniciador es divideix en dos grans tipus:
Un iniciador de programari utilitza codi per implementar iSCSI. Normalment, això passa en un controlador de dispositiu resident al nucli que utilitza la targeta de xarxa (NIC) existent i la pila de xarxa per emular dispositius SCSI per a un ordinador parlant el protocol iSCSI. Els iniciadors de programari estan disponibles per als sistemes operatius més populars i són el mètode més comú per desplegar iSCSI.

### Objectiu
L'especificació iSCSI fa referència a un recurs d'emmagatzematge situat en un servidor iSCSI (de manera més general, una de les possibles instàncies de nodes d'emmagatzematge iSCSI que s'executen en aquest servidor) com a objectiu.